# Іссикське рунічне письмо

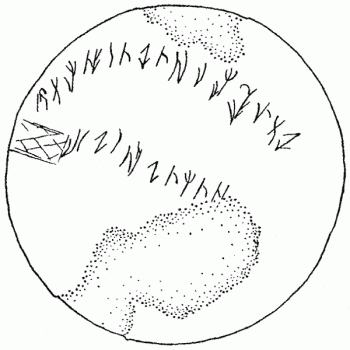
Напис на блюді з Іссикського кургану

Іссикське рунічне письмо — дешифрована стародавня писемність скіфів-саків. Відома завдяки рунічному напису на срібній чаші із сакського поховання V—IV ст. до н. е. Письмо цього напису в основному тотожно давньотюркському. За змістом це поминальна фраза, і її запис зроблено на чаші покійного під час поховання.

## Опис

Дешифрування Іссикського напису на базі давньотюркського рунічного письма, виконане Олександром Гаркавцем.

Друга версія, виконана Гаркавцем, якщо прийняти «завитки» внизу деяких букв як повноцінні символи.

Іссикська чаша була знайдена археологом Бекеном 1970 року випадково в Іссикському кургані після його дворазового пограбування — бокове поховання на могильнику з 80 спустошених курганів. Помилкові прочитання були запропоновані 28 авторами 6 мовами.
Після особистого ознайомлення з пам'ятником радянський та казахстанський тюрколог українського походження О. М. Гаркавець з'ясував, що напис наносився не штихелем, а закругленим кінцем леза сталевого ножа і не подряпався, а продавлювався правою рукою від себе, не в один прийом і не дуже впевнено. Визначившись із напрямком письма, Олександр Гаркавець зміг прочитати наступний давньотюркський текст, який легко перекладався українською мовою:
Qïz-er, ičiŋ, oqu-sünügü čezib, (Дівчино-герою, випий, коли ми, відторочивши стріли-списи)
köčü aŋsaġ (поминатимемо кочівлю)
За своїм строєм це ритуальне звернення — вірш із трьох ритмічних груп в 2, 3 і 2 двоскладових стопи. Перший склад кожної стопи — короткий, другий — довгий, близько до ямба античної силабічної метрики. Для ритму в слові sünük (süŋük) 'спис, піка', що виступає у знахідному відмінку, редукована група nü: sünügü. Схожа поминальна фраза, як пише Гаркавець, використовувалася пізніше тюркськими народами. Отже, Олександр Гаркавець дійшов висновку, що у IV столітті до н. е. у Великому Степу тюркська мова була мовою міжнаціонального спілкування, а для більшості її мешканців — рідною. Є також можливість, що «завитки» внизу деяких букв — це не помарки, а повноцінні символи. У цьому варіанті прочитання змінюється:
Qïz, egir ičiŋ, oqu-sünügü čezib, (Донько, випий аїр, коли ми, відторочивши стріли-списи)
köčü aŋsaġ (поминатимемо кочівлю)
Замість епітета «герой» виходить назва ритуального напою, який називається ще татарським зіллям і використовувався шаманами для досягнення трансу. Проте вміст чаші навряд чи можна зараз дізнатися, оскільки археологи ретельно очистили її та інші знахідки від бруду, довівши їх до блиску.